# 阿科斯塔港

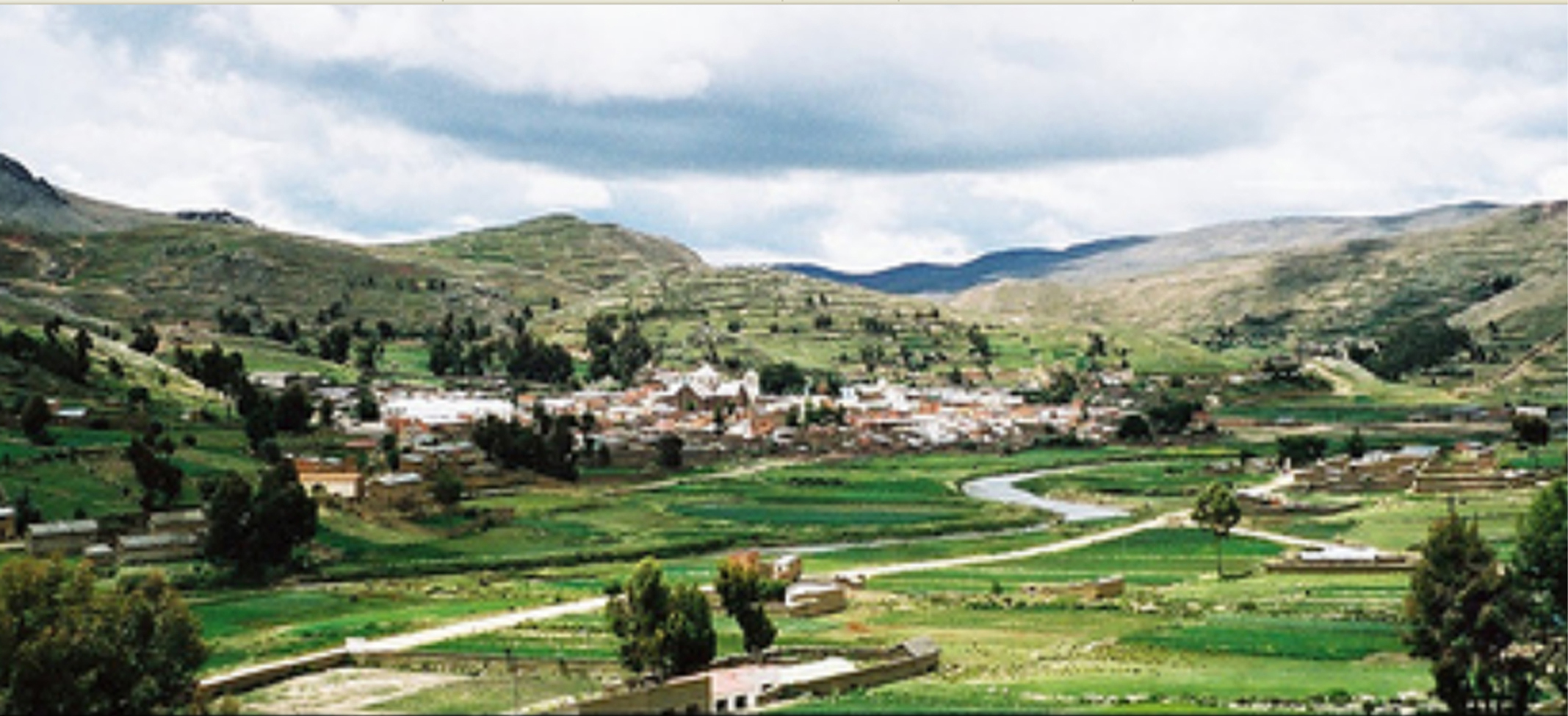

阿科斯塔港（西班牙語：Puerto Acosta）是玻利維亞西部拉巴斯省卡马乔县的市鎮，并为该县的县府所在地。海拔高度3,841米，每年平均降雨量約850毫米。市镇面积为833平方公里，2001年人口数量为27,296人。